# Wallmoden
Wallmoden is een plaats en voormalige gemeente in de Duitse deelstaat Nedersaksen. De gemeente maakte deel uit van de Samtgemeinde Lutter am Barenberge in het Landkreis Goslar tot deze op 1 november 2021 werd opgeheven en de deelnemende gemeenten werden opgenomen in de gemeente Langelsheim. Wallmoden telt 881 inwoners (2018) en bestaat uit drie locaties: Alt Wallmoden (met Könneckenrode en Mühle Ringelheim), Neuwallmoden en Bodenstein.

## Foto's

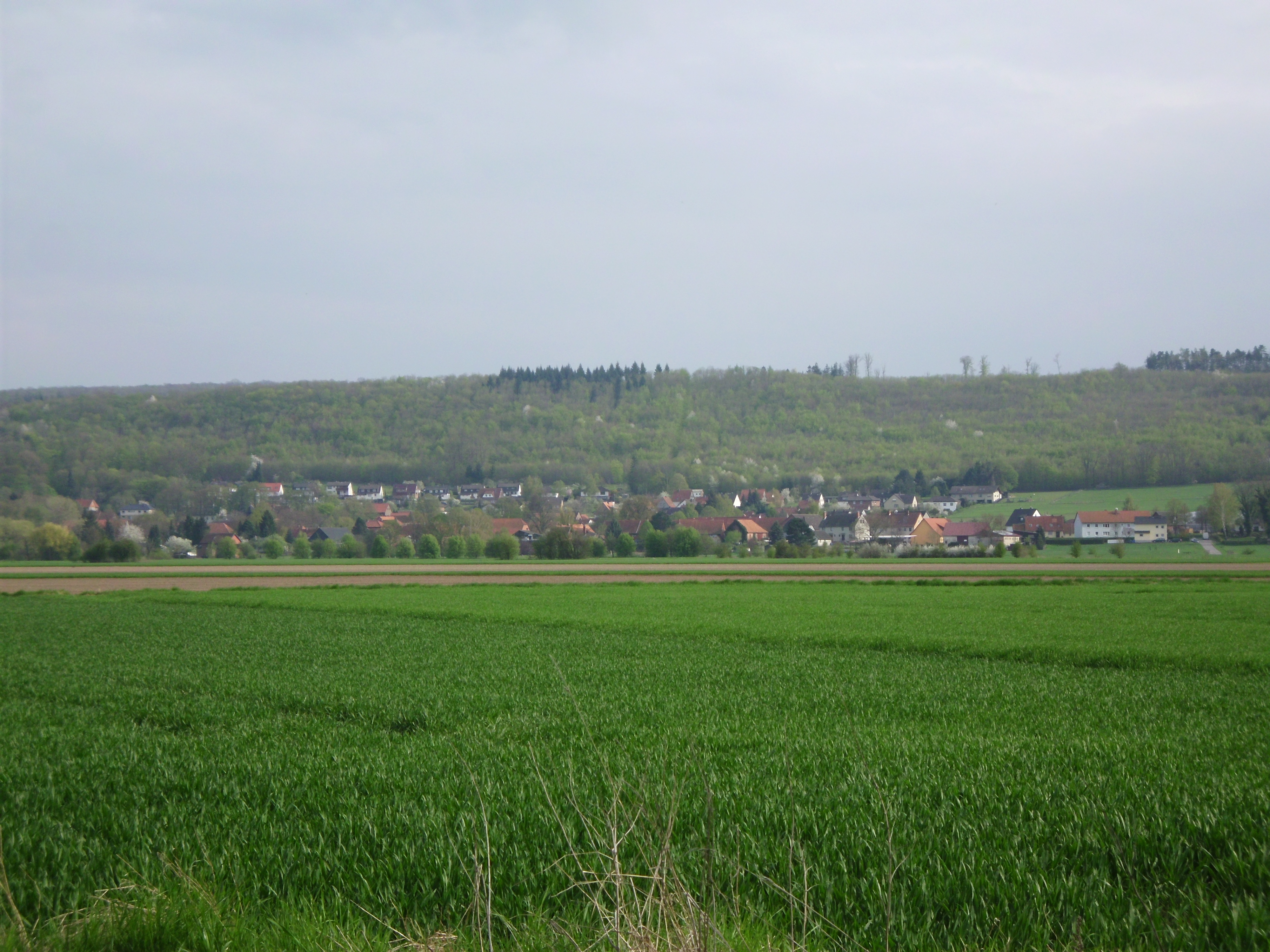
Alt Wallmoden
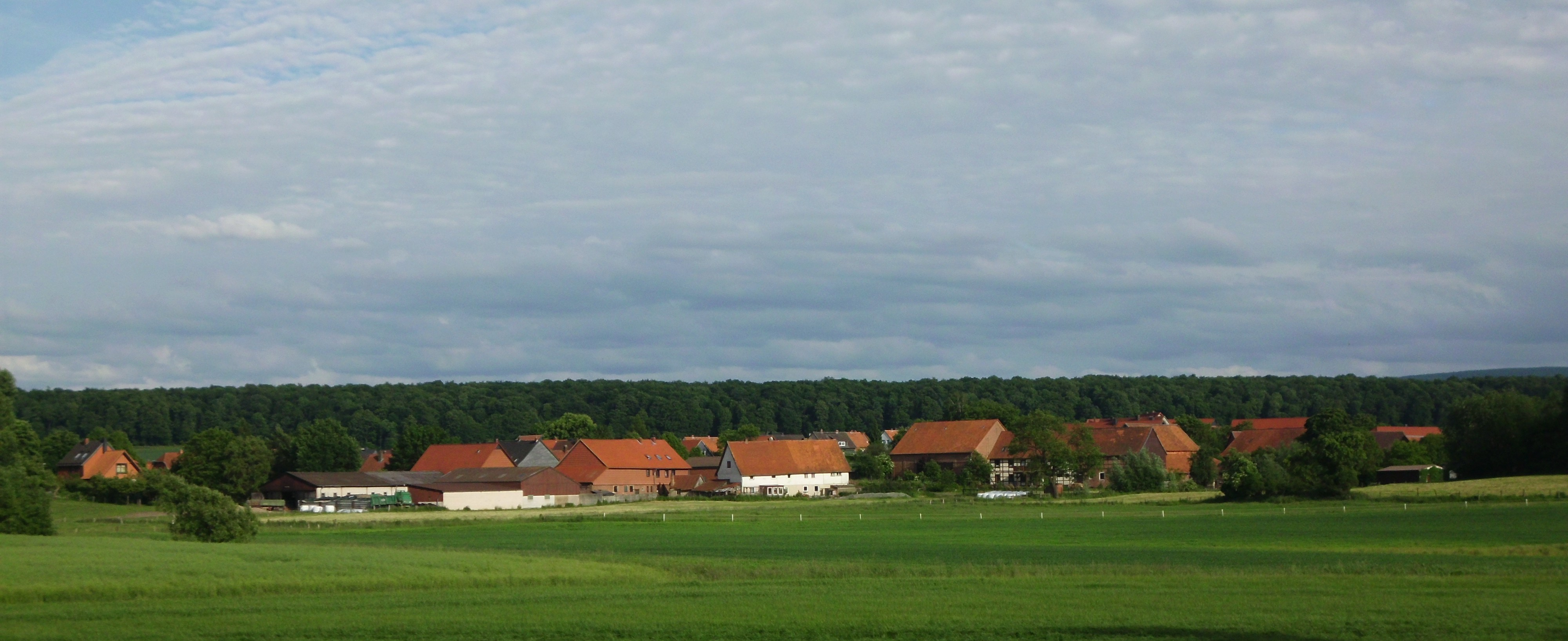
Bodenstein
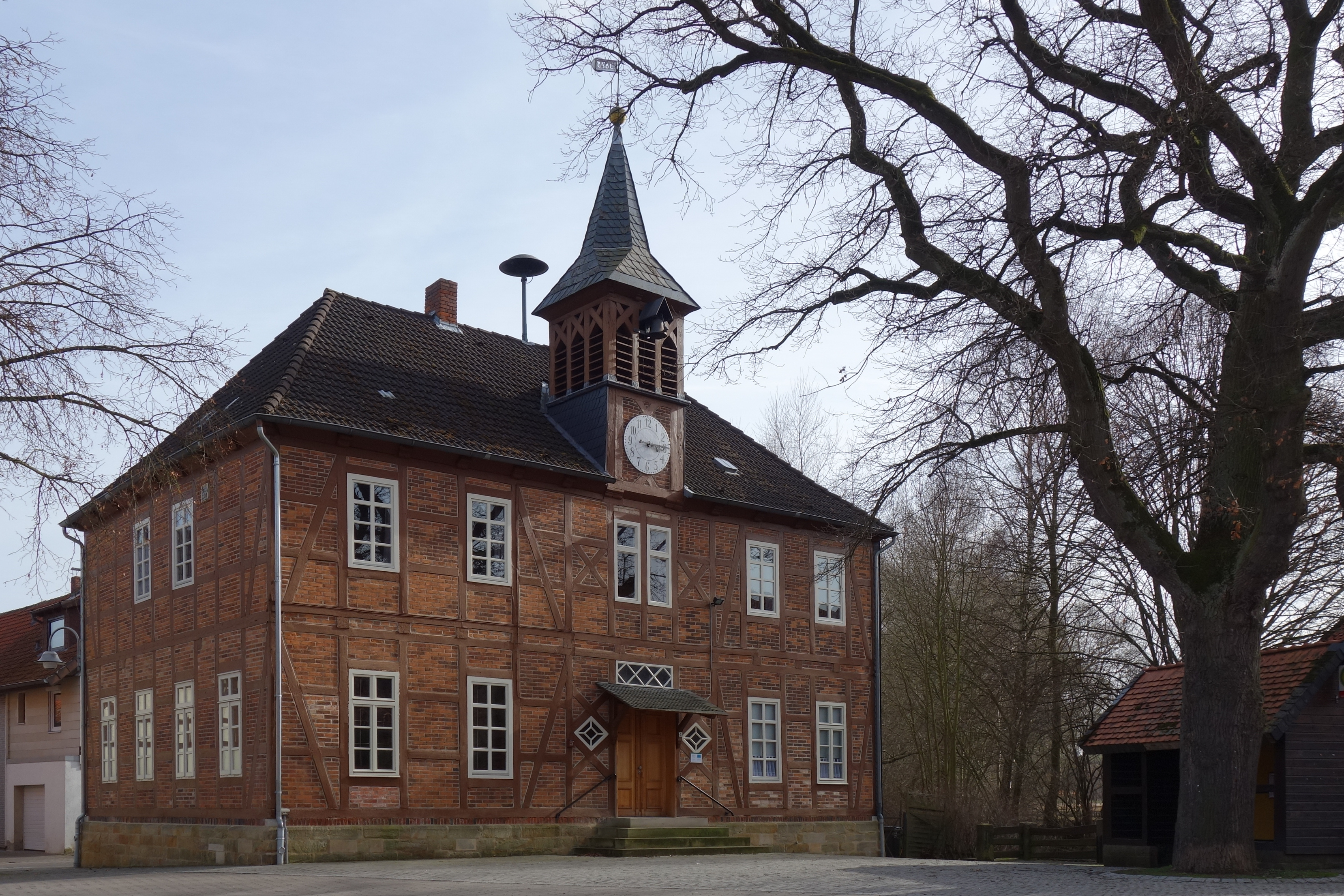
Oude school van Neuwallmoden
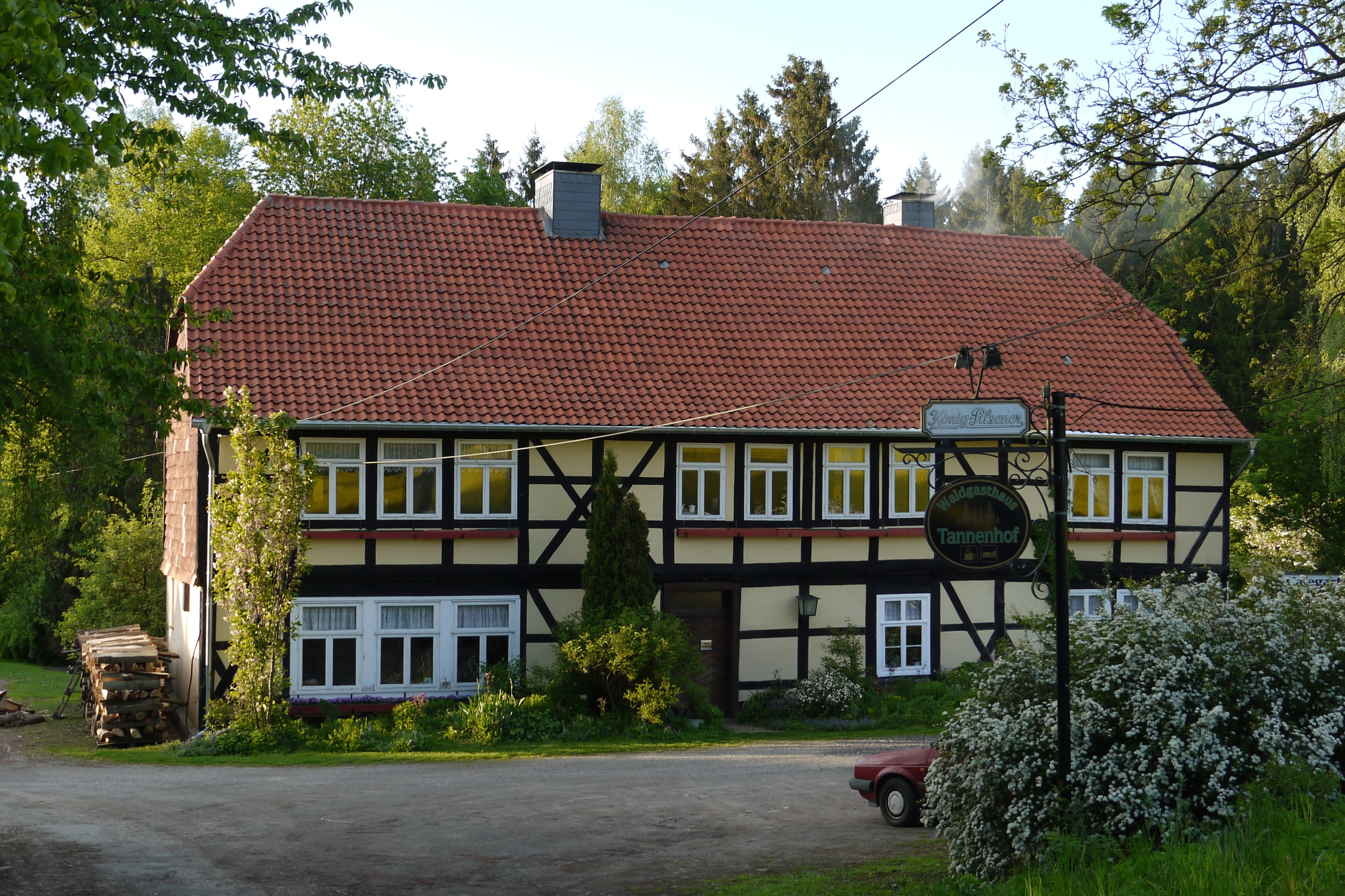
Restaurant in Könneckenrode

- Gemeinsame Normdatei: 4300937-2
- Virtual International Authority File: 239591989